# Constantino Maniaces

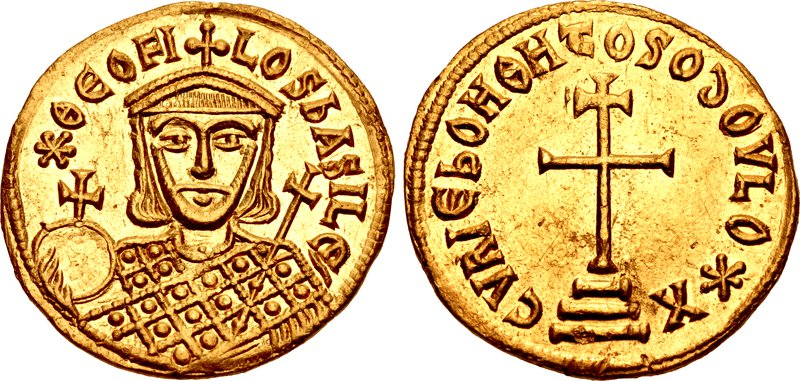
Soldo de ouro do imperador Teófilo r.

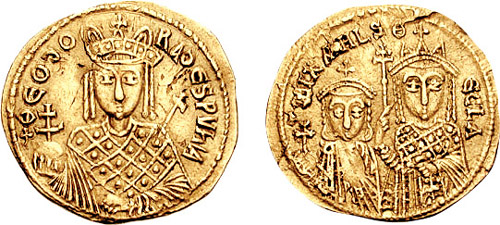
Soldo cunhado durante a regência de Teodora e Teoctisto. O imperador r. está a esquerda

Constantino Maniaces (em latim: Κωνσταντῖνος Μανιάκης; fl. c. 830–866) foi um oficial cortesão sênior bizantino de meados do século IX. Inicialmente um refém bizantino, logo adquiriu a confiança imperial e ascendeu na hierarquia cortesã sendo nomeado para postos seniores como de drungário da guarda, patrício e logóteta do dromo. Além disso, esteve envolvido nos eventos cortesões do momento, como a execução de Teoctisto e as intrigas em torno dos patriarcas João VII Gramático e Fócio.

## Família
Tradicionalmente, Constantino Maniaces foi identificado como pai de Tomás, um patrício e logóteta no começo do século X, e como pai ou avô do historiador Genésio, mas a pesquisa mais recente levantada por Karlin-Hayter e Tadeusz Wasilewski minou esta hipótese.